# Cloverfield Lane 10
A Cloverfield Lane 10 egy 2016-os amerikai sci-fi krimifilm, rendezője Dan Tranchtenberg, a forgatókönyvet Josh Campbell, Matthew Stucken és Damien Chazelle írta, a főszerepekben pedig Mary Elizabeth Winstead, John Goodman és John Gallagher látható. A film egy The Cellar nevű forgatókönyvből lett kidolgozva, de a Bad Robot szárnyai alatt a készítés során átalakult a 2008-as Cloverfield film kvázi folytatásává, noha a cselekmény semmilyen módon nem kötődik hozzá. 2018-ban a franchise egy harmadik résszel is kibővült, Cloverfield Paradox címmel.

## Cselekmény
Michelle, a fiatal nő szakít a párjával, ezért összeszedi a holmiját és lelép. Útközben egy tankolás után balesetet szenved és elveszti az eszméletét. Mikor felébred egy pincében találja magát, ami egy támadások ellen berendezett bunker része, melyet egy Howard nevű középkorú exkatona épített. Howard miután ellátta elmondja Michelle-nek, hogy egy földönkívüli támadás miatt él a bunkerben egy Emmett nevű sráccal, aki idemenekült a támadás kezdetekor, miután segített Howardnak a bunker építésében. A felszínen Howard szerint mindenki meghalt vagy fertőzött, ezért legalább két évig kell a bunkerben maradniuk. Michelle meglehetősen szkeptikus, főleg miután az akarnok természetű Howard szabályai szerint kellene évekig itt maradniuk, de nem nyugszik, amíg ki nem deríti mi az igazság Howard állításai mögött, aki bizonyos dolgokat viszont elhallgat… 

## Stáblista
| Szerep   | Színész                 | Magyar hang        |
| -------- | ----------------------- | ------------------ |
| Michelle | Mary Elizabeth Winstead | Pálmai Anna        |
| Howard   | John Goodman            | Papp János         |
| Emmett   | John Gallagher, Jr.     | Zámbori Soma       |
| Leslie   | Suzanne Cryer           | Kisfalvi Krisztina |
| Ben      | Bradley Cooper          | Rajkai Zoltán      |

### Kritikák
A Cloverfield Lane 10 pozitív kritikákat kapott a Rotten Tomatoes-on, 89%-os értékelése van.

## Fordítás
- Ez a szócikk részben vagy egészben  a(z)   10 Cloverfield Lane című angol Wikipédia-szócikk ezen változatának fordításán alapul.  Az eredeti cikk szerkesztőit annak laptörténete sorolja fel. Ez a jelzés csupán a megfogalmazás eredetét és a szerzői jogokat jelzi, nem szolgál a cikkben szereplő információk forrásmegjelöléseként.